# Liste der Baudenkmäler in Raubling
Auf dieser Seite sind die Baudenkmäler in der oberbayerischen Gemeinde Raubling zusammengestellt. Diese Tabelle ist eine Teilliste der Liste der Baudenkmäler in Bayern. Grundlage ist die Bayerische Denkmalliste, die auf Basis des Bayerischen Denkmalschutzgesetzes vom 1. Oktober 1973 erstmals erstellt wurde und seither durch das Bayerische Landesamt für Denkmalpflege geführt wird. Die folgenden Angaben ersetzen nicht die rechtsverbindliche Auskunft der Denkmalschutzbehörde.
 Die Liste gibt den Fortschreibungsstand vom 6. Oktober 2018 wieder und umfasst 29 Baudenkmäler.

## Einzeldenkmäler

### Raubling
| Lage                               | Objekt     | Beschreibung | Akten-Nr.     | Bild           |
| ---------------------------------- | ---------- | --- | ------------- | -------------- |
| Nähe Nicklheimer Straße (Standort) | Kapelle    | Neuromanischer Satteldachbau mit Rundbogenfenstern und Putzgliederungen, 1837, Umbau 1908; mit Ausstattung. | D-1-87-165-1  | weitere Bilder |
| Sonnenläng 4 (Standort)            | Bauernhaus | Einfirstanlage, zweigeschossiger Flachsatteldachbau mit verbrettertem Giebel und Lauben, Obergeschoss verputzter Blockbau, um 1760 (dendrochronologisch datiert), Erdgeschoss im 19. Jahrhundert ausgemauert, Dachwerk und Wirtschaftsteil mit Getreidekasten, an Firstpfette bezeichnet mit „1789“ (dendrochronologisch datiert). | D-1-87-165-25 | BW             |

### Aich
| Lage               | Objekt                | Beschreibung                                                                                                  | Akten-Nr.    | Bild                  |
| ------------------ | --------------------- | --- | ------------ | --------------------- |
| Aich 10 (Standort) | Ehemaliges Bauernhaus | Einfirsthof, zweigeschossiger Flachsatteldachbau, Obergeschoss teils in Blockbauweise, Mitte 18. Jahrhundert. | D-1-87-165-2 | Ehemaliges Bauernhaus |

### Großholzhausen
| Lage                             | Objekt                            | Beschreibung | Akten-Nr.     | Bild           |
| -------------------------------- | --------------------------------- | --- | ------------- | -------------- |
| Kirchdorfer Straße 21 (Standort) | Wohnteil des Bauernhauses         | Zweigeschossiger Flachsatteldachbau mit Kniestock, Laube und breiter Hochlaube, um 1800.                                                                 | D-1-87-165-5  | weitere Bilder |
| Schullerstraße 16 (Standort)     | Bauernhaus                        | Einfirsthof, zweigeschossiger Flachsatteldachbau aus unverputztem Mischmauerwerk mit breiter Hochlaube, Mitte 19. Jahrhundert.                           | D-1-87-165-6  | weitere Bilder |
| Sulzbergstraße 3 (Standort)      | Ehemaliges Kleinbauernhaus        | Zweigeschossiger Flachsatteldachbau mit breiter Hochlaube, Mitte 18. Jahrhundert.                                                                        | D-1-87-165-7  | weitere Bilder |
| Nähe Sulzbergstraße (Standort)   | Pestkapelle                       | Satteldachbau mit Putzgliederungen und Dreiseitschluss, 1912; mit Ausstattung.                                                                           | D-1-87-165-4  | weitere Bilder |
| Nähe Sulzbergstraße (Standort)   | Pestkreuz                         | Kruzifix und Inschriftentafel, Holz, farbig gefasst, zur Erinnerung an die Pesttoten von 1611, bezeichnet mit „1834“.                                    | D-1-87-165-31 | weitere Bilder |
| Tegernseer Straße 1 (Standort)   | Ehemaliges Bauernhaus             | Einfirstanlage, zweigeschossiger Putzbau mit einseitig abgeschlepptem Flachsatteldach, Laube und breiter Hochlaube, 1847.                                | D-1-87-165-8  | weitere Bilder |
| Tegernseer Straße 4 (Standort)   | Katholische Pfarrkirche St. Georg | Saalbau mit Steildach, südlichem Satteldachturm, Sakristei und Vorhalle, im Kern spätgotisch, barocke Umgestaltung von Hans Mayr, 1690; mit Ausstattung. | D-1-87-165-3  | weitere Bilder |

### Kirchdorf am Inn
| Lage                            | Objekt                             | Beschreibung | Akten-Nr.     | Bild                        |
| ------------------------------- | ---------------------------------- | --- | ------------- | --------------------------- |
| Enzianweg 2 (Standort)          | Wohnteil eines Bauernhauses        | Zweigeschossiger Massivbau mit vorkragendem Flachsatteldach, Laube und Hochlaube, modern bezeichnet mit „1794“.                                                 | D-1-87-165-9  | Wohnteil eines Bauernhauses |
| Kufsteiner Straße 36 (Standort) | Katholische Pfarrkirche St. Ursula | Gotisierender Saalbau mit östlichem Turm, Chor und Turm mit Resten des spätgotischen Vorgängerbaus, von Friedrich Haindl, 1924; mit Ausstattung.                | D-1-87-165-10 | weitere Bilder              |
| Kufsteiner Straße 83 (Standort) | Ehemaliger Pfarrhof                | Origineller zweigeschossiger Zeltdachbau mit abgerundeten Ecken und Heiligenfresko, von Abraham Millauer, 1740, zweigeschossiger Anbau mit Satteldach, um 1900. | D-1-87-165-11 | weitere Bilder              |

### Kleinholzhausen
| Lage                            | Objekt                                        | Beschreibung | Akten-Nr.     | Bild           |
| ------------------------------- | --------------------------------------------- | --- | ------------- | -------------- |
| Dorfstraße 1 (Standort)         | Bauernhaus                                    | Einfirsthof, zweigeschossiger Flachsatteldachbau mit Hochlaube und traufseitiger Laube, 18. Jahrhundert, erneuert Ende 19. Jahrhundert. | D-1-87-165-14 | Bauernhaus     |
| Litzldorfer Straße 9 (Standort) | Katholische Filialkirche St. Johannes Baptist | Barocker Saalbau mit westlichem Dachreiter, von Abraham Millauer, 1732–35; mit Ausstattung.                                             | D-1-87-165-13 | weitere Bilder |

### Nicklheim
| Lage                     | Objekt                                             | Beschreibung                                                                   | Akten-Nr.     | Bild           |
| ------------------------ | -------------------------------------------------- | ------------------------------------------------------------------------------ | ------------- | -------------- |
| Hauptstraße 6 (Standort) | Katholische Kuratiekirche St. Theresia von Lisieux | Saalbau mit westlichem Sattelturm von Stadler und Peng, 1928; mit Ausstattung. | D-1-87-165-15 | weitere Bilder |

### Pfraundorf
| Lage                             | Objekt                                | Beschreibung | Akten-Nr.     | Bild           |
| -------------------------------- | ------------------------------------- | --- | ------------- | -------------- |
| Nähe Hochstraßer Weg (Standort)  | Bildstock                             | Tuffsteinpfeiler mit Bildnischen, erste Hälfte 17. Jahrhundert.                                                         | D-1-87-165-17 | weitere Bilder |
| St.-Nikolaus-Straße 8 (Standort) | Katholische Filialkirche St. Nikolaus | Spätgotischer Saalbau, 15./16. Jahrhundert, im Kern spätromanisch, Westturm mit Zwiebelhaube, 1693–96; mit Ausstattung. | D-1-87-165-16 | weitere Bilder |

### Redenfelden
| Lage                                                             | Objekt                                                                               | Beschreibung | Akten-Nr.     | Bild                                                                                 |
| ---------------------------------------------------------------- | ------------------------------------------------------------------------------------ | --- | ------------- | ------------------------------------------------------------------------------------ |
| Auf dem Bichl 3 a/3 b/3 c/3 d/3 e/3 f/3 g (Standort)             | Ehemaliges Arbeiterwohnhaus der Zellstoff- und Papierfabrik mit sieben Wohneinheiten | Dreigliedriger zweigeschossiger Satteldachbau, mit zurückgesetztem Mittelteil und erdgeschossigen Anbauten mit Pultdach, im alpenländischen Heimatstil, um 1912.                  | D-1-87-165-26 | Ehemaliges Arbeiterwohnhaus der Zellstoff- und Papierfabrik mit sieben Wohneinheiten |
| Rosenheimer Straße 26 (Standort)                                 | Ehemaliges Arbeiterwohnhaus der Zellstoff- und Papierfabrik mit sieben Wohneinheiten | Zweigeschossiger Flachsatteldachbau mit eingezogenem Mittelteil, traufseitigen Erkern und hölzernen Lauben, im alpenländischen Heimatstil, um 1912.                               | D-1-87-165-27 | weitere Bilder                                                                       |
| Rosenheimer Straße 31 a/31 b/31 c/31 d/31 e/31 f/31 g (Standort) | Ehemaliges Arbeiterwohnhaus der Zellstoff- und Papierfabrik mit sieben Wohneinheiten | Zweigeschossiger Flachsatteldachbau mit eingezogenem Mittelteil, erdgeschossigen Anbauten mit Pultdach und hölzernen Lauben, im alpenländischen Heimatstil, um 1912.              | D-1-87-165-28 | weitere Bilder                                                                       |
| Rosenheimer Straße 34 (Standort)                                 | Bauernhaus                                                                           | Zweigeschossiger Putzbau mit Flachsatteldach, Laube und verbretterter Hochlaube, Firstpfette bezeichnet mit „1789“.                                                               | D-1-87-165-19 | Bauernhaus                                                                           |
| Nähe Rosenheimer Straße (Standort)                               | Bildstock                                                                            | Tuffsteinpfeiler, erste Hälfte 17. Jahrhundert, Inschriftentafel zur Erinnerung an die Überquerung des Inns durch die französische Rheinarmee 1800, erste Hälfte 19. Jahrhundert. | D-1-87-165-30 | Bildstock                                                                            |
| Wasseracker 3 (Standort)                                         | Historische Ausstattung                                                              | 18. Jahrhundert, in modernem Kapellenbau. | D-1-87-165-18 | weitere Bilder                                                                       |

### Reischenhart
| Lage                    | Objekt                             | Beschreibung | Akten-Nr.     | Bild           |
| ----------------------- | ---------------------------------- | --- | ------------- | -------------- |
| Kirchplatz 2 (Standort) | Katholische Filialkirche St. Peter | Spätgotischer Saalbau, Langhaus mit einbezogenem Mauerwerk des romanischen Vorgängerbaus, Anbau Sakristei, 1670, Barockisierung und Errichtung Vorhalle, 1743, Turm, 1845/46; mit Ausstattung; Friedhofsummauerung, im Kern wohl noch spätmittelalterlich. | D-1-87-165-20 | weitere Bilder |

### Steinbruck
| Lage                    | Objekt                | Beschreibung | Akten-Nr.     | Bild                  |
| ----------------------- | --------------------- | --- | ------------- | --------------------- |
| Steinbruck 3 (Standort) | Ehemaliges Bauernhaus | Zweigeschossiger Flachsatteldachbau mit lockbaukniestock, aus Mischmauerwerk mit erdgeschossigem polygonalem Eckerker, traufseitiger Laube und Giebellaube sowie Bundwerk, 18. Jahrhundert. | D-1-87-165-22 | Ehemaliges Bauernhaus |

### Stocka
| Lage                   | Objekt    | Beschreibung                                             | Akten-Nr.     | Bild      |
| ---------------------- | --------- | -------------------------------------------------------- | ------------- | --------- |
| Flur Stocka (Standort) | Bildstock | Gemauerter Pfeiler mit Bildnische, wohl 17. Jahrhundert. | D-1-87-165-29 | Bildstock |

### Thalreit
| Lage                   | Objekt                                | Beschreibung | Akten-Nr.     | Bild                                  |
| ---------------------- | ------------------------------------- | --- | ------------- | ------------------------------------- |
| Thalreit 7 (Standort)  | Wohnteil des ehemaligen Bauernhauses  | zweigeschossiger Flachsatteldachbau mit Hochlaube und traufseitiger Laube, Ende 18. Jh.; zugehöriger Stadel, zweigeschossiger Satteldachbau, Erdgeschoss aus Mischmauerwerk mit ovalen Öffnungen, holzverschalte Tenne mit Aussägearbeiten, 1. Hälfte 19. Jh. | D-1-87-165-24 | Wohnteil des ehemaligen Bauernhauses  |
| Thalreit 14 (Standort) | Bildstock, sogenanntes Demmel-Marterl | Tuffsteinstele, um 1930. | D-1-87-165-32 | Bildstock, sogenanntes Demmel-Marterl |

## Ehemalige Baudenkmäler
In diesem Abschnitt sind Objekte aufgeführt, die früher einmal in der Denkmalliste eingetragen waren, jetzt aber nicht mehr. Objekte, die in anderem Zusammenhang also z. B. als Teil eines Baudenkmals weiter eingetragen sind, sollen hier nicht aufgeführt werden. Aktennummern in diesem Abschnitt sind ehemalige, jetzt nicht mehr gültige Aktennummern.

| Lage                  | Objekt     | Beschreibung | Akten-Nr.     | Bild |
| --------------------- | ---------- | --- | ------------- | ---- |
| Thalreit 6 (Standort) | Bauernhaus | Einfirsthof, zweigeschossiger Flachsatteldachbau mit zurückgesetztem Obergeschoss und verbrettertem Giebel, um 1800. | D-1-87-165-23 | BW   |